# Antinsaari (ö i Birkaland, Tammerfors, lat 61,60, long 23,80)
Antinsaari är en ö i Finland. Den ligger i sjön Näsijärvi och i kommunen Tammerfors i den ekonomiska regionen Tammerfors och landskapet Birkaland, i den södra delen av landet, 170 km norr om huvudstaden Helsingfors. Öns area är 6,8 hektar och dess största längd är 460 meter i öst-västlig riktning.